# Графенхаузен
Графенхаузен (нем. Grafenhausen) — община в Германии, в земле Баден-Вюртемберг. 
Подчиняется административному округу Фрайбург. Входит в состав района Вальдсхут.  Население составляет 2234 человека (на 31 декабря 2010 года). Занимает площадь 48,55 км².